# Vitalii Mykolenko
Vitalii Serhiyovych Mykolenko(tiếng Ukraina: Віталій Сергійович Миколенко; sinh ngày 29 tháng 5 năm 1999) là một cầu thủ bóng đá chuyên nghiệp người Ukraina hiện đang thi đấu ở vị trí hậu vệ cánh trái cho câu lạc bộ Everton tại Premier League và đội tuyển bóng đá quốc gia Ukraine.

## Sự nghiệp câu lạc bộ

### Dynamo Kiev
Anh chơi cho Dynamo Kiev ở đội dự bị Giải bóng đá ngoại hạng Ukraina và tháng 8 năm 2017, anh được đôn lên đội một. Mykolenko có trận mắt cho Dynamo Kiev tại Giải bóng đá ngoại hạng Ukraina vào ngày 20 tháng 8 năm 2017, thi đấu trong chiến thắng trước Stal Kamianske. Ngày 25 tháng 10 năm 2018, Mykolenko có trận ra mắt ở UEFA Europa League, đá chính cho đội bóng Dynamo Kiev trong chiến thắng tỷ số 2–1 trước Rennes tại Sân vận động Roazhon Park.
Ở mùa giải 2018-2019, Myklenko được vinh danh là cầu thủ trẻ xuất sắc nhất ở Giải bóng đá Ngoại hạng Ukraina.

### Everton
Ngày 1 tháng 1 năm 2022, Mykolenko ký hợp đồng 4 năm rưỡi với câu lạc bộ Premier League Everton, với mức phí chuyển nhượng không được tiết lộ. Sau đó, Everton giao cho anh với chiếc áo số 19. Ngày 3 tháng 3 năm 2022, Myklenko được đeo băng đội trưởng của Everton trong trận đấu ở vòng 5 FA Cup, gặp Boreham Wood do xung đột đang diễn ra giữa Ukraina và Nga.
Ngày 8 tháng 5 năm 2022, Mykolenko ghi bàn thắng đầu tiên cho lạc bộ Everton bằng một cú vô lê tuyệt đẹp từ khoảng cách 25 mét trong chiến thắng 2-1 trước Leicester City ở Premier League.

## Sự nghiệp quốc tế
Mykolenko đã đại diện cho Ukraine ở mọi cấp độ bóng đá trẻ. Anh ra mắt cho đội tuyển quốc gia Ukraine ở tuổi 19 vào ngày 20 tháng 11 năm 2018, trong trận giao hữu gặp Thổ Nhĩ Kỳ, với tư cách đá chính. Mykolenko vẫn đủ điều kiện tham gia đội tuyển trẻ, nhưng anh bỏ lỡ cơ hội cho FIFA U-20 World Cup 2019 vì anh trước đó có tên trong danh sách tuyển thủ U20 Ukraine tham dự giải đấu, nhưng phải rút lui vài ngày sau do chấn thương.

## Thống kê sự nghiệp

### Câu lạc bộ
Tính đến 12 tháng 11 năm 2022
| Câu lạc bộ          | Mùa giải            | Giải đấu                 | Giải đấu | Giải đấu | Cúp Quốc gia | Cúp Quốc gia | Cúp Liên đoàn | Cúp Liên đoàn | Châu lục | Châu lục | Khác | Khác | Tổng cộng | Tổng cộng |
| Câu lạc bộ          | Mùa giải            | Hạng                     | Trận     | Bàn      | Trận         | Bàn          | Trận          | Bàn           | Trận     | Bàn      | Trận | Bàn  | Trận      | Bàn       |
| ------------------- | ------------------- | ------------------------ | -------- | -------- | ------------ | ------------ | ------------- | ------------- | -------- | -------- | ---- | ---- | --------- | --------- |
| Dynamo Kyiv         | 2017–18             | Ukrainian Premier League | 5        | 0        | 2            | 0            | —             | —             | 0        | 0        | 0    | 0    | 7         | 0         |
| Dynamo Kyiv         | 2018–19             | Ukrainian Premier League | 23       | 0        | 1            | 0            | —             | —             | 8        | 1        | 0    | 0    | 32        | 1         |
| Dynamo Kyiv         | 2019–20             | Ukrainian Premier League | 23       | 3        | 4            | 0            | —             | —             | 8        | 1        | 1    | 0    | 36        | 4         |
| Dynamo Kyiv         | 2020–21             | Ukrainian Premier League | 22       | 2        | 3            | 0            | —             | —             | 11       | 0        | 0    | 0    | 36        | 2         |
| Dynamo Kyiv         | 2021–22             | Ukrainian Premier League | 15       | 0        | 0            | 0            | —             | —             | 5        | 0        | 1    | 0    | 21        | 0         |
| Dynamo Kyiv         | Tổng cộng           | Tổng cộng                | 88       | 5        | 10           | 0            | —             | —             | 32       | 2        | 2    | 0    | 132       | 7         |
| Everton             | 2021–22             | Premier League           | 13       | 1        | 3            | 0            | 0             | 0             | —        | —        | —    | —    | 16        | 1         |
| Everton             | 2022–23             | Premier League           | 15       | 0        | 0            | 0            | 0             | 0             | —        | —        | —    | —    | 15        | 0         |
| Everton             | Tổng cộng           | Tổng cộng                | 28       | 1        | 3            | 0            | 0             | 0             | —        | —        | —    | —    | 31        | 1         |
| Tổng cộng sự nghiệp | Tổng cộng sự nghiệp | Tổng cộng sự nghiệp      | 116      | 6        | 13           | 0            | 0             | 0             | 32       | 2        | 2    | 0    | 163       | 8         |

### Đội tuyển quốc gia
Tính đến 26 tháng 3 năm 2024
| Đội tuyển quốc gia | Năm       | Trận | Bàn |
| ------------------ | --------- | ---- | --- |
| Ukraina            | 2018      | 1    | 0   |
| Ukraina            | 2019      | 7    | 0   |
| Ukraina            | 2020      | 3    | 0   |
| Ukraina            | 2021      | 10   | 0   |
| Ukraina            | 2022      | 7    | 1   |
| Ukraina            | 2023      | 9    | 0   |
| Ukraina            | 2024      | 2    | 0   |
| Tổng cộng          | Tổng cộng | 39   | 1   |

| STT | Ngày                     | Địa điểm                          | Đối thủ | Bàn thắng | Kết quả | Giải đấu                      |
| --- | ------------------------ | --------------------------------- | ------- | --------- | ------- | ----------------------------- |
| 1   | Ngày 11 tháng 6 năm 2022 | Stadion Miejski ŁKS, Łódź, Ba Lan | Armenia | 3–0       | 3–0     | UEFA Nations League B 2022–23 |

## Danh hiệu
Dynamo Kiev
- Giải bóng đá ngoại hạng Ukraina: 2020–21
- Cúp bóng đá Ukraina: 2019–20, 2020–21
- Siêu cúp Ukraina: 2018, 2019, 2020

Cá nhân
- Giải bóng đá ngoại hạng Ukraina Cầu thủ trẻ xuất sắc nhất: 2018–19